# NGC 483
NGC 483 là một thiên hà xoắn ốc trong chòm sao Song Ngư. Nó nằm cách Trái Đất khoảng 192 triệu năm ánh sáng và được phát hiện vào ngày 11 tháng 11 năm 1827 bởi nhà thiên văn học John Herschel.